# Chipata (Distrikt)

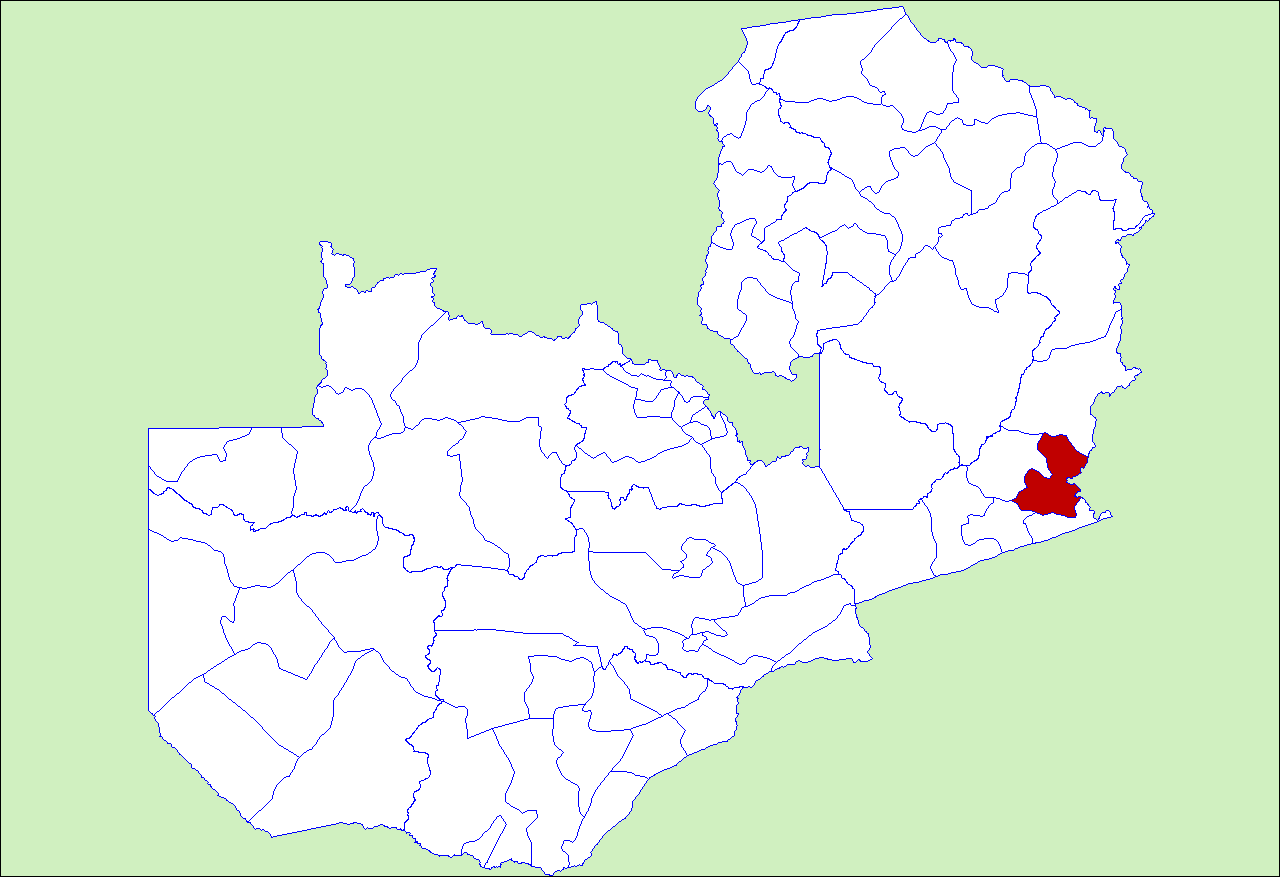
Ehemalige Ausdehnung des Distriktes bis 2018

Chipata ist einer von fünfzehn Distrikten in der Provinz Ostprovinz in Sambia. Er hat eine Fläche von 1691 km² und es leben 327.060 Menschen in ihm (2022). Von ihm wurden 2018 die Distrikte Chipangali und Kasenengwa abgespaltet. Hauptstadt ist Chipata.

## Geografie
Der Distrikt befindet etwa 460 Kilometer nordöstlich von Lusaka. Er hat Höhen im Osten von bis zu 1500 m. Die mittlere Höhe liegt bei etwa 1100 m. Die Ostgrenze zu Malawi entspricht der Einzugsgebietsgrenze zwischen Luangwa und Malawisee.  Der Luangwa-Nebenfluss Msandile bildet ein Stück der Nordgrenze, so wie die Great East Road.
Der Distrikt grenzt im Süden an die Distrikte Vubwi und Chadiza, im Westen an Katete und im Norden an Kasenengwa und Chipangali. Im Osten grenzt er an den Distrikt Mchinji in der Central Region Malawis.